# Jan Piprek
Jan Piprek (ur. 20 października 1887 w Gorzyczkach, zm. 3 lutego 1970 we Wrocławiu) – polski działacz społeczny i narodowy, germanista, pedagog, docent Uniwersytetu Wrocławskiego, współautor Wielkiego słownika niemiecko-polskiego i Wielkiego słownika polsko-niemieckiego.

## Życiorys
Urodził się 20 października 1887 w Gorzyczkach (pow. wodzisławski), w rodzinie rolnika. Po ukończeniu szkoły powszechnej podjął naukę w gimnazjum w Raciborzu. Przez dwa lata uczył się w gimnazjum w Duisburgu, gdzie w 1908 zdobył świadectwo dojrzałości. Studiował na Śląskim Uniwersytecie Fryderyka Wilhelma w Breslau, Uniwersytecie w Lipsku, Uniwersytecie Karola w Pradze oraz Uniwersytecie Ludwika i Maksymiliana w Monachium germanistykę, slawistykę, językoznawstwo indoeuropejskie oraz filologię klasyczną. W 1912 obronił doktorat z filozofii na monachijskiej uczelni.
W 1920 powrócił na Górny Śląsk, gdzie w czasie ówczesnego plebiscytu podjął działalność w Polskim Komitecie Plebiscytowym, między innymi redagując dla Górnoślązaków polskiego pochodzenia gazetę Oberschlesische Greezzeitung. Działał w propolskiej Oberschlesische Volkspartei (później przemianowanej na Śląską Partię Ludową). Był członkiem Polskiego Komisariatu Plebiscytowego Górnego Śląska, uczestnikiem III powstania śląskiego, a od grudnia 1921 do października 1922 roku członkiem Naczelnej Rady Ludowej.
W latach 1922–1925 był dyrektorem Państwowego Gimnazjum Klasycznego w Królewskiej Hucie. Od 1925 pracował w Referacie Kształcenia Nauczycieli w Ministerstwie Wyznań Religijnych i Oświecenia Publicznego w Warszawie. Był nauczycielem języka niemieckiego w Gimnazjum im. Adama Mickiewicza oraz kierownikiem Ogniska Metodycznego. Od 1934 wykładał dydaktykę języka niemieckiego na Uniwersytecie Warszawskim. Jest autorem podręczników do nauki języka niemieckiego w gimnazjach, recenzji oraz artykuły z dydaktyki i literatury niemieckiej.
Po wybuchu II wojny światowej został aresztowany i osadzony na kilka tygodni na Pawiaku. Po zwolnieniu uczył na tajnych kompletach oraz w Miejskiej Szkole Handlowej Edmunda Lipińskiego w Warszawie.
Po zakończeniu wojny został członkiem Wrocławskiego Towarzystwa Naukowego. Od maja 1945 kierował odbudową budynków Wydziału Humanistycznego oraz gmachu głównego Uniwersytetu Wrocławskiego. Zorganizował oraz objął kierownictwo Zakładu Filologii Germańskiej. W czerwcu 1957 mianowano go docentem. Przez kilka lat był prodziekanem Wydziału Filologicznego Uniwersytetu Wrocławskiego. Od września 1960 był na emeryturze, ale nadal prowadził zajęcia dla studentów. Jego uczniami byli późniejsi profesorowie: Norbert Honsza, Gerard Kozielek, Eugeniusz Klin, Norbert Morciniec, Marian Szyrocki.
Jest autorem publikacji w Przeglądzie Zachodnim, Kwartalniku Opolskim, Germanica Wratislaviensia, a także opublikowanego w 1952 podręcznika Phonetik und Grammatik der deutschen Sprache oraz monografii Wacława Scherffera von Scherffensteina, śląskiego poety i polonofila. Jest współautorem, wraz z Juliuszem Ippoldtem, Wielkiego słownika niemiecko-polskiego, opublikowanego w latach 1969 i 1970, zawierającego ponad 200 tysięcy wyrazów, wyrażeń i zwrotów z języka niemieckiego, a także Wielkiego słownika polsko-niemieckiego, opublikowanego w latach 1971–1974.
Pochowany jest na cmentarzu Grabiszyńskim we Wrocławiu.

## Odznaczenia
Odznaczony został, między innymi, Śląską Gwiazdą Powstańczą i Krzyżem Kawalerskim Orderu Odrodzenia Polski.